# Eurobarometar
Eurobarometar anketama mjeri javno mišljenje u svim državama članicama EU, kao i u zemljama kandidatkinjama. Tako Europska komisija može vidjeti što građani misle o Europskoj uniji i jesu li ili nisu zadovoljni njenim funkcioniranjem. Istraživanja se provode barem 2 puta godišnje još od 1973. godine u svakoj državi članici. Na internetu, na portalu EU može se vidjeti npr. kakvo je stajalište građana EU prema euru ili europskom Ustavnom ugovoru. A kako je Europskoj komisiji važno da vidi kako građani EU, ona rezultate tih istraživanja stalno proučava i uzima ih u obzir kada donosi nove odluke i zakone.